# Asentamiento japonés en Palaos
El Asentamiento japonés en Palaos, se remonta a principios del siglo XIX, aunque la migración japonesa a gran escala a Palaos no se produjo hasta la década de 1920, cuando Palaos quedó bajo el dominio japonés y fue administrada como parte del Mandato del Pacífico Sur. Hay una pequeña comunidad japonesa en Palau, que consiste principalmente de expatriados japoneses que residen en Palaos desde hace mucho tiempo. Algunos expatriados japoneses comenzaron a residir en Palaos después de su independencia en 1994, y establecieron negocios a largo plazo en el país. Los colonos japoneses asumieron el liderazgo administrativo en el gobierno colonial japonés y desarrollaron la economía de Palaos. Después de la rendición de los japoneses en 1945, prácticamente toda la población japonesa fue repatriada a Japón, aunque se permitió que las personas de ascendencia mixta japonesa-palaosense se quedaran. Los descendientes de japoneses y palaosenses constituyen una gran minoría de la población de Palaos como resultado de los importantes matrimonios mixtos entre los colonos japoneses y los palaosenses. En general se identifican con los nativos y se ajustaron a las normas culturales y a la vida cotidiana de los mismos.

## Historia

### Primeros años (1820–1945)
El primer registro de contactos japoneses en Palau se remonta a 1820, cuando un velero costero fue desviado de su rumbo y ocho hombres sobrevivientes pasaron cinco años en Palau hasta 1825. Los comerciantes japoneses comenzaron a establecer asentamientos a partir de mediados del siglo XIX, y para 1890 se habían establecido dos estaciones de comercio japonesas. Muchos de estos comerciantes se casaron con las hijas de los caciques locales y criaron a las familias locales. Cuando Japón anexó Palaos a Alemania en 1914, los colonos japoneses y sus descendientes actuaron como oficiales de enlace estatal e intérpretes para la administración militar japonesa.

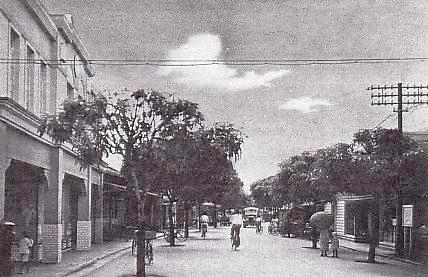
Koror durante la administración japonesa.

En 1922 se estableció un gobierno civil con sede en Koror, que sustituyó a la administración militar. El gobierno civil inició un programa para identificar y colectivizar las tierras no utilizadas entre 1923 y 1932 para su reurbanización. Gran parte de estas tierras se utilizaron para construir nuevos polígonos industriales y ampliar las ciudades para acomodar a los inmigrantes de Japón y la Isla de Okinawa. El gobierno de Japón alentó activamente a los japoneses y okinawenses a reasentarse en Micronesia, incluido Palaos, y comenzó a establecer asentamientos agrícolas. El primer asentamiento agrícola se estableció en Ngeremlengui en 1926, pero los colonos encontraron problemas con su ambiente tropical húmedo y lo abandonaron en 1930, aunque los asentamientos posteriores se establecieron con más éxito.
Como la Gran Depresión provocó un desempleo masivo a finales de los años veinte y treinta, más japoneses y okinawenses emigraron a Palaos. Los inmigrantes trajeron a sus familias y buscaron empleo en varias profesiones. Los inmigrantes japoneses ocupaban puestos administrativos, mientras que los Okinawanses y algunos coreanos —que únicamente llegaron a Palaos a partir de finales de la década de 1930—, trabajaron como peones en las industrias agrícola, pesquera y minera. En 1935, los japoneses constituían al menos el 60% de la población de Palaos, y se concentraron en zonas urbanas como Angaur y Koror. Algunos colonos japoneses se llevaron a esposas o amantes de Palaos, y había una considerable minoría de niños japoneses-palauenses mixtos, conocidos como konketsu en japonés, hacia los últimos años de la administración japonesa.
La marina japonesa amplió sus instalaciones militares a partir de 1937. Se contrató a más trabajadores de Japón y Corea para que construyeran las instalaciones y las completaran en un corto período de tiempo. El número de trabajadores en régimen de servidumbre ascendió a más de 10.000 en toda Micronesia, lo que supuso una pesada carga para los escasos recursos de las islas. Muchos trabajadores y colonos permanentes de Okinawa y Japón fueron repatriados a su patria. Los hombres japoneses eran reclutados en los servicios regulares, y los palauanos que ocupan puestos administrativos en la policía eran reasignados a puestos de trabajo en el sector agrícola. Los civiles japoneses desempeñaron un papel importante en las actividades de propaganda de las islas. Como los recursos alimentarios estaban aislados de Japón, muchos japoneses se encontraron con mayores dificultades para hacer frente a la inanición que sus homólogos de Palaos, que tenían más conocimientos sobre los trópicos técnicas de supervivencia.

### Años recientes (1945-presente)
Tras la rendición de Japón a las  fuerzas aliadas, los militares y civiles japoneses fueron repatriados a Japón entre 1945 y 1946, aunque se permitió que unos 350 trabajadores y técnicos permanecieran en el país para llevar a cabo trabajos de reparación de la infraestructura de Palaos; también se permitió que permanecieran los descendientes de matrimonios mixtos entre japoneses y palauenses, aunque unos pocos emigraron a Japón con sus padres. En la década de 1950, los japoneses-palauenses, formaron una organización, Sakura-kai, para ayudar a los japoneses-palauenses y a los jóvenes japoneses abandonados por sus padres a buscar a sus padres y parientes que fueron separados por la fuerza como resultado de la repatriación forzada de los colonos japoneses de vuelta a Japón. La organización se convirtió en una organización cultural a partir de la década de 1980, ya que la mayoría de los palauanos japoneses se habían reunido con sus familias japonesas o habían decidido voluntariamente dejar ciertas separaciones familiares como estaban.
La interacción de Palaos con Japón se mantuvo en un nivel mínimo durante los años de la posguerra, aunque los pescadores de Okinawa visitaron ocasionalmente Palaos para pescar a partir de los años sesenta. Algunos japoneses se reasentaron en Palaos en los años setenta y se casaron con palauenses locales. En los años ochenta, los empresarios japoneses establecieron negocios en la ciudad, y en 1995 había 218 japoneses residentes en Palaos; de estos, aproximadamente la mitad de ellos expresaron su deseo de residir permanente en Palaos y algunas mujeres casadas de Palaos o filipinas. Sin embargo, la mayoría de ellos trajeron a sus familias desde Japón y mantuvieron frecuentes contactos con este país. Algunos colonos de la década de 1980 también eran ex colonos japoneses que fueron repatriados a Japón después de la Segunda Guerra Mundial. Los antiguos colonos que regresaron a Palaos solían ser personas mayores de 60 años, y a menudo trabajaban como guías turísticos o restauradores en Palaos.
Muchos palauanos japoneses ocuparon puestos clave en el sector de los servicios públicos y en la política. Al menos un etnólogo, Mark Peattie, sugirió que la fuerte representación de los japoneses-palauenses en posiciones de liderazgo en la sociedad podría atribuirse a la educación general japonesa que habían recibido en su juventud. El primer presidente de Palaos, Kuniwo Nakamura, que era medio japonés, estrechó los lazos diplomáticos entre Japón y Palaos durante su presidencia. Durante una visita de estado a Japón en 1996, el emperador Akihito recibió personalmente a Kuniwo Nakamura, y la visita fue elogiada por palauanos y japoneses por igual. La visita de Nakamura llevó a Japón a canalizar ayuda monetaria a Palaos para facilitar los trabajos de reparación del Puente de Koror–Babeldaob y asegurar acuerdos comerciales especiales con Japón.

## Demografía
En los primeros años de la administración civil, la población japonesa estaba formada por unos pocos cientos de personas y llegó a poco más de 2.000 en 1930. La población residente japonesa aumentó a un ritmo exponencial a partir de mediados de la década de 1930, y en 1938 había unos 15.000 japoneses en Palaos, la gran mayoría de los cuales se concentraban en Koror, La afluencia de inmigrantes japoneses impulsó el desarrollo de Koror en una ciudad en 1939. Los palauanos fueron rápidamente superados en número por los japoneses, y en 1937 constituían únicamente alrededor del 16 por ciento de la población de la ciudad. Los japoneses constituían más de la mitad de la población de las islas, así como el 27 por ciento de la población japonesa de Micronesia en un censo de 1938. Una gran minoría de la población japonesa consistía en inmigrantes de Okinawa, así como unos pocos coreanos. La población japonesa de Palaos fue repatriada después de la rendición japonesa, pero la gente de ascendencia palauense y japonesa se quedó y constituyó una gran minoría de la población de Palaos. Un estudio realizado por el Sasakawa Pacific Island Nations Fund estimó que alrededor del 10% de los habitantes de Palaos nacen de padre y madre japoneses, la gran mayoría de los cuales nacieron antes de 1945. Otro estudio realizado por la Foundation for Advanced Studies in International Development de Japón en 2005 estima que alrededor del 25% de la población de Palaos tiene alguna ascendencia japonesa.
El siguiente cuadro muestra el aumento de la población japonesa en Palaos a lo largo de la época colonial japonesa:
| 1912 | 73     | -     |
| 1920 | 592    | 5,700 |
| 1922 | 206    | 5,700 |
| 1925 | 1,054  | -     |
| 1930 | 2,078  | 5,794 |
| 1931 | 2,489  | -     |
| 1932 | 3,346  | -     |
| 1933 | 3,940  | -     |
| 1934 | 5,365  |       |
| 1935 | 6,553  | 5,851 |
| 1937 | 11,400 | -     |
| 1940 | 23,700 | 7,000 |
| 1943 | 27,500 | -     |

## Idioma
Durante la era colonial japonesa, los colonos japoneses usaban principalmente el japonés en su discurso diario, y el japonés era la lengua franca utilizada para la comunicación entre japoneses y palauanos.  El inglés también fue reconocido como un idioma cooficial junto con el japonés, y muchos japoneses también tenían al menos algo de conocimiento del idioma. Las personas de herencia mixta japonés-palauana eran más competentes en japonés que en palauano, especialmente aquellos que asistían a las escuelas primarias principales. Los japoneses también introdujeron el uso de la escritura Katakana en palauano, que también se utilizaba en entornos informales. Después de la rendición de los japoneses, se desalentó el uso del japonés en lugar del palauano y el inglés. La mayoría de los palauanos japoneses utilizan el palauano en su discurso diario a favor del japonés o del inglés, aunque el japonés se usaba con más frecuencia entre los palauanos japoneses que entre los que no tenían ascendencia japonesa. A medida que el número de turistas japoneses aumentaba durante la década de 1990, el japonés se introdujo como asignatura optativa en las escuelas de Palaos y en las elecciones.
La constitución estatal de la isla de Angaur menciona el inglés, el palauano y el japonés como idiomas oficiales, lo que convierte a Angaur en el único lugar del mundo donde el japonés es un idioma oficial.

## Religión

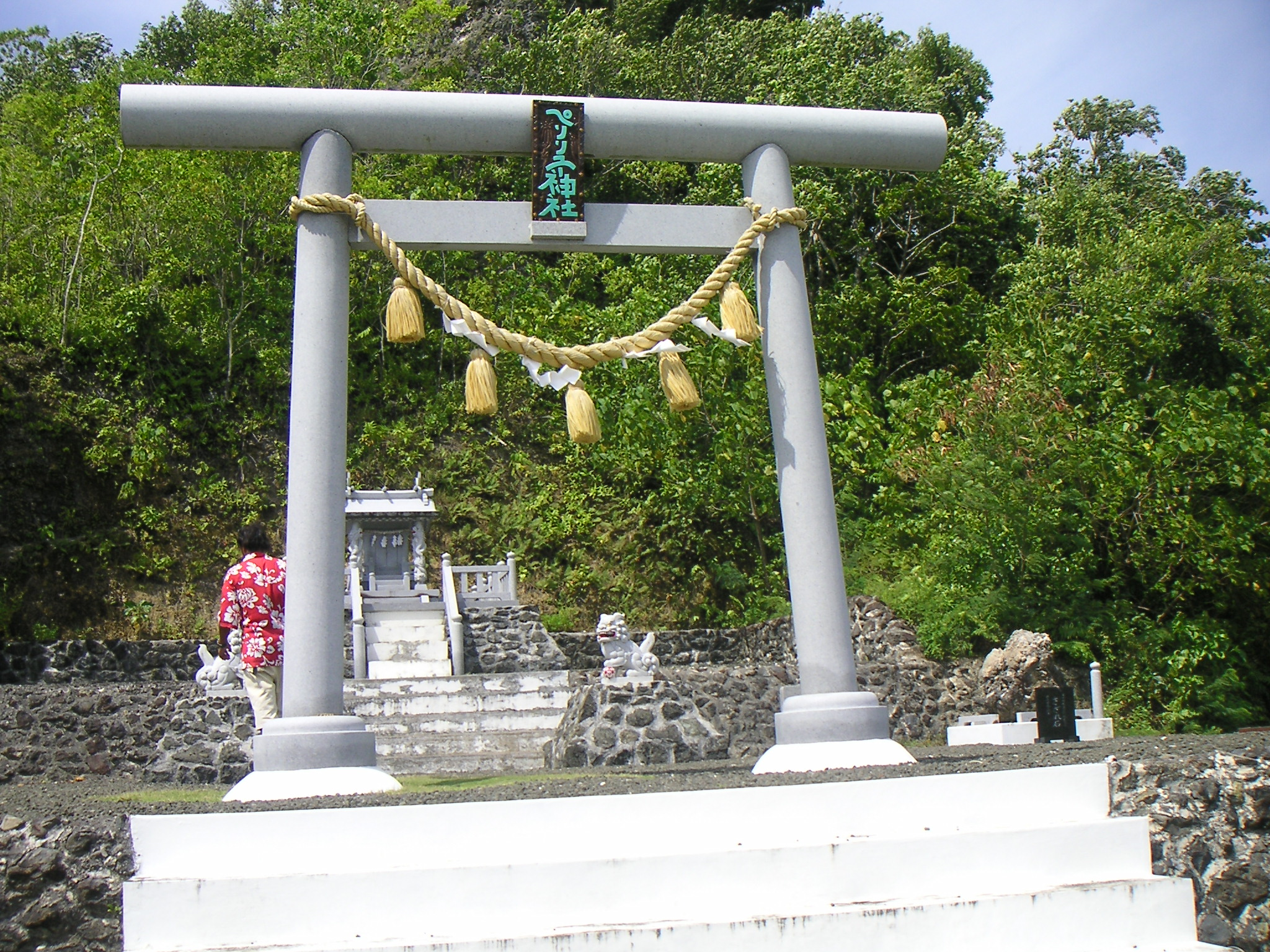
Peleliu Jinjya ("Santuario Peleliu") en la isla Peleliu

El Sintoísmo estatal fue enfatizado en la década de 1930 como un medio para promover el nacionalismo japonés y la aculturación de los palauanos según las normas japonesas. En los años 30 se construyeron algunos santuarios alrededor de Palaos. Cabe destacar la finalización del Santuario Nan'yō en noviembre de 1940 en Koror, que posteriormente sirvió como santuario central en Micronesia.Se hizo mucho hincapié en la participación civil de los rituales sintoístas, que se centró en los ideales culturales japoneses y el culto al emperador japonés. También se alentó a las misiones sintoísmo, zen budismo y tenrikyo a establecer misiones religiosas, y el primer templo budista en Palaos fue erigido en 1926, principalmente para satisfacer las necesidades espirituales de los colonos japoneses. Se dice que los primeros colonos japoneses construyeron pequeños santuarios sintoístas en colonias agrícolas antes de que el gobierno civil alentara activamente las actividades misioneras religiosas en Palaos.
Las misiones cristianas recibieron inicialmente apoyo financiero del gobierno civil japonés y se les animó a erradicar ciertos rituales animistas practicados por los palauanos, pero muchos fueron encarcelados más tarde a partir de finales de la década de 1930, cuando los japoneses sospecharon de la participación de los misioneros en actividades de espionaje. Después de la guerra, muchos de estos santuarios fueron abandonados o demolidos, y los palauanos japoneses optaron por adoptar el cristianismo en favor del budismo o el sintoísmo. En las décadas de 1980 y 1990 se reconstruyeron réplicas en miniatura de los santuarios del Gran Sintoísmo, Peleliu y Angaur. A diferencia de los santuarios sintoístas de la época colonial japonesa, los santuarios reconstruidos servían como lugares conmemorativos para los soldados japoneses que murieron en las batallas durante la Segunda Guerra Mundial, y son visitados por turistas japoneses y familiares de soldados muertos.

## Sociedad

### Segregación racial
La administración civil japonesa separó a los inmigrantes japoneses de los palauanos y adoptó políticas destinadas a proteger el bienestar de los palauanos. A partir de la década de 1930, la atención se centró más tarde en proporcionar más servicios a los inmigrantes japoneses, ya que la administración civil se enfrentaba a dificultades para satisfacer las demandas de una población inmigrante en aumento. La segregación racial se practicó en la mayoría de los sectores de la sociedad, pero fue más pronunciada en los sectores de la mano de obra y la educación. Los habitantes de Palaos se enfrentaron con dificultades para conseguir empleo en puestos administrativos en la fuerza laboral, que estaba dominada por los colonos japoneses. En el sector de la educación, los niños japoneses asistían a las escuelas primarias ordinarias (shogakko), cuyas clases se basabann en el plan de estudios ordinario, al igual que en otras escuelas del Japón continental. Los niños de Palaos asistían a «escuelas públicas» (logakko) y a clases que se centraban en impartir habilidades para el trabajo doméstico. La mayoría de los estudiantes de las «escuelas públicas» abandonaron la escuela después de terminar la primaria y algunos hijos de padres japoneses y madres de Palaos también tuvieron dificultades para matricularse en las escuelas primarias, especialmente para los que nacieron fuera del matrimonio.

### Descendientes de mestizos
Durante la era colonial japonesa, surgió una considerable minoría de mestizos japoneses-palauenses. Los japoneses-palauenses eran descendientes de matrimonios mixtos entre hombres japoneses y mujeres palauenses. La mayoría de ellos vivían en zonas urbanas, se criaron de acuerdo con las normas y valores japoneses y hablaban japonés en su vida cotidiana. Algunos buscaron más educación en Japón y, al mismo tiempo, tenían un conocimiento limitado de las costumbres y el idioma palauano, aunque los niños nacidos fuera del matrimonio, según se informa, estaban más expuestos a sus costumbres matrilineales y hablaban japonés y palauano con fluidez. Aunque los niños de Japón y Palaos se clasifican generalmente como japoneses en las cifras oficiales y tienen acceso a los privilegios sociales japoneses, muchos se enfrentan a la discriminación cuando se les coloca en círculos japoneses y palauanos. En las zonas rurales donde los palauanos se concentraban más, se rechazaba a las esposas y amantes de los hombres japoneses, y los nacionalistas palauanos —especialmente Modekngei — desalentaban activamente las uniones mixtas entre los hombres japoneses y las mujeres palauenses. El gobierno japonés fomentaba estos matrimonios mixtos y proporcionaba beneficios sociales a las mujeres que se habían casado con hombres japoneses. Sin embargo, únicamente se reconocieron las uniones con hombres civiles y se prohibió al personal militar casarse con mujeres de Palaos, aunque se les permitió tener amantes. El gobierno civil suprimió las uniones entre hombres de Palaos y mujeres japonesas, y únicamente se conoció un caso de unión entre un hombre de Palaos y una mujer japonesa durante la era colonial japonesa.
Tras la rendición de los japoneses en 1945, los colonos japoneses fueron repatriados a Japón, y los colonos japoneses que habían criado a familias japonesas-palauenses abandonaron a sus familias en favor de la repatriación, razonando que la descendencia podría adaptarse mejor en Palaos que en Japón. Muchas de estas mujeres palauenses criaron solas a sus hijos mestizos, mientras que otros fueron abandonados y adoptados por familias palauenses. Algunas familias palauenses japonesas emigraron a Japón, pero en general se enfrentaron a un choque cultural y solicitaron regresar a Palaos después de vivir en Japón durante algunos años. La mayoría de las peticiones eran aceptadas, aunque no se les permitía traer a sus cónyuges japoneses.
Los descendientes de segunda y tercera generación de japoneses-palauenses que eran descendientes de colonos anteriores generalmente optaron por quedarse, aunque los que se criaron en familias de habla japonesa supuestamente tuvieron problemas para conversar en palauano. La mayoría conservaron sus apellidos japoneses, pero los paluanos japoneses se identificaron generalmente como palauanos después de la guerra. Los palauanos japoneses de segunda generación suelen casarse con mujeres palauenses y se asimilan a la población local de Palaos. En términos de autoidentificación, los palauanos japoneses suelen enfatizar sus identidades japonesas únicamente en ocasiones cuando se asocian con otros japoneses, por ejemplo, cuando participan en servicios conmemorativos de soldados japoneses que murieron durante la Guerra del Pacífico. Algunos japoneses paluanos también optaron por ser enterrados en cementerios japoneses después de su muerte, especialmente en Koror.

## Economía
La administración civil japonesa alentó a los empresarios y colonos japoneses a expandir la minería de fosfato y la producción de copra, que llegaron a la existencia comercial durante la era colonial alemana. Durante este tiempo, se construyeron nuevas infraestructuras entre las ciudades, incluyendo instalaciones de carreteras y puertos, y se instalaron líneas de electricidad y alcantarillado. La inmigración de Japón, Okinawa y Corea a Palaos se intensificó como resultado de las nuevas oportunidades de empleo. En 1936 se fundó una empresa estatal, Nanyo Kohatsu Kabushiki Kaisha, para racionalizar las actividades económicas de las islas con el objetivo administrativo de desarrollar la capacidad de autosuficiencia de las islas. A finales de la década de 1930, los buceadores japoneses de perlas visitaban regularmente el Mar de Arafura, y se detenían en Palaos de octubre a abril. La afluencia de buceadores de perlas de Japón llevó al desarrollo de la industria turística de la isla, y algunos colonos japoneses de Saipán abrieron nuevos cafés, casas de geishas y casas de licores en Koror para atender a los buceadores de perlas durante sus escalas entre octubre y abril.
Cuando los japoneses se rindieron en 1945, las empresas y organizaciones comerciales japonesas en Palaos cerraron, poniendo fin a la influencia japonesa en la economía de Palaos. En las dos primeras décadas después de la guerra, el gobierno de ocupación estadounidense impuso estrictas restricciones comerciales con Japón. El contacto con Japón se restableció en la década de 1960, empezando por los pescadores de Okinawa a los que se concedieron derechos de pesca. Los turistas japoneses comenzaron a visitar Palaos en cantidades cada vez mayores a partir de mediados de la década de 1970. La creciente afluencia de turistas a Palaos condujo a la restauración de los sitios del patrimonio de los alrededores de Palaos, en particular los sitios conmemorativos y los edificios administrativos construidos en la época japonesa, así como las casas palaciegas para satisfacer los intereses de los turistas japoneses, que representaban la mitad de todos los turistas que visitaban el país. Muchos de los sitios turísticos de Palaos eran administrados y mantenidos por ciudadanos de origen palauense, cuyo conocimiento de las costumbres e idiomas japoneses y palauanos ayudaba a facilitar los grupos turísticos integrados por turistas japoneses.

## Educación
La Escuela de Idioma Japonés de Palau, un programa suplementario de fin de semana , está en funcionamiento en Koror.